# Жулебіно (муніципальний округ)
Жулебіно (рос. Жулебино) — колишній муніципальний округ Москви, що проіснував з 1991 до 1995 року. Пізніше його територія разом з територією муніципального округу «Вихіно» була включена до складу нового району «Вихіно-Жулебіно».
Муніципальний округ отримав свою назву за назвою села Жулебіно, що розташовувалось раніше на цьому місці.

## Історія
Тимчасовий муніципальний округ «Жулебіно» створено в ході адміністративної реформи 1991 року; входив до складу Південно-Східного адміністративного округу Москви. При цьому, до 13 березня 1992 року, до його складу також входила територія московського ексклава — Некрасівки, що згодом був відокремлений у муніципальний округ.
Після ухвалення 5 липня 1995 року закону «Про територіальний поділ міста Москви» територія тимчасового муніципального округу «Жулебіно» була об'єднана з територією муніципального округу «Вихіно» у новий район Москви «Вихіно-Жулебіно».

## Межі округу
Відповідно до розпорядження мера Москви «Про встановлення тимчасових меж муніципальних округів Москви» межа муніципального округу «Жулебіно» точно не визначалась, говорилось лише, що округ створено у рамках проекту детального планування, включаючи селище Некрасівка.